# 그곳에 가고싶다
그곳에 가고싶다는 KBS 2TV의 다큐멘터리 프로그램이다. 

## 기획 의도
아름다운 우리나라의 자연경관을 소개하는 프로그램이다. 